# Protesilaos

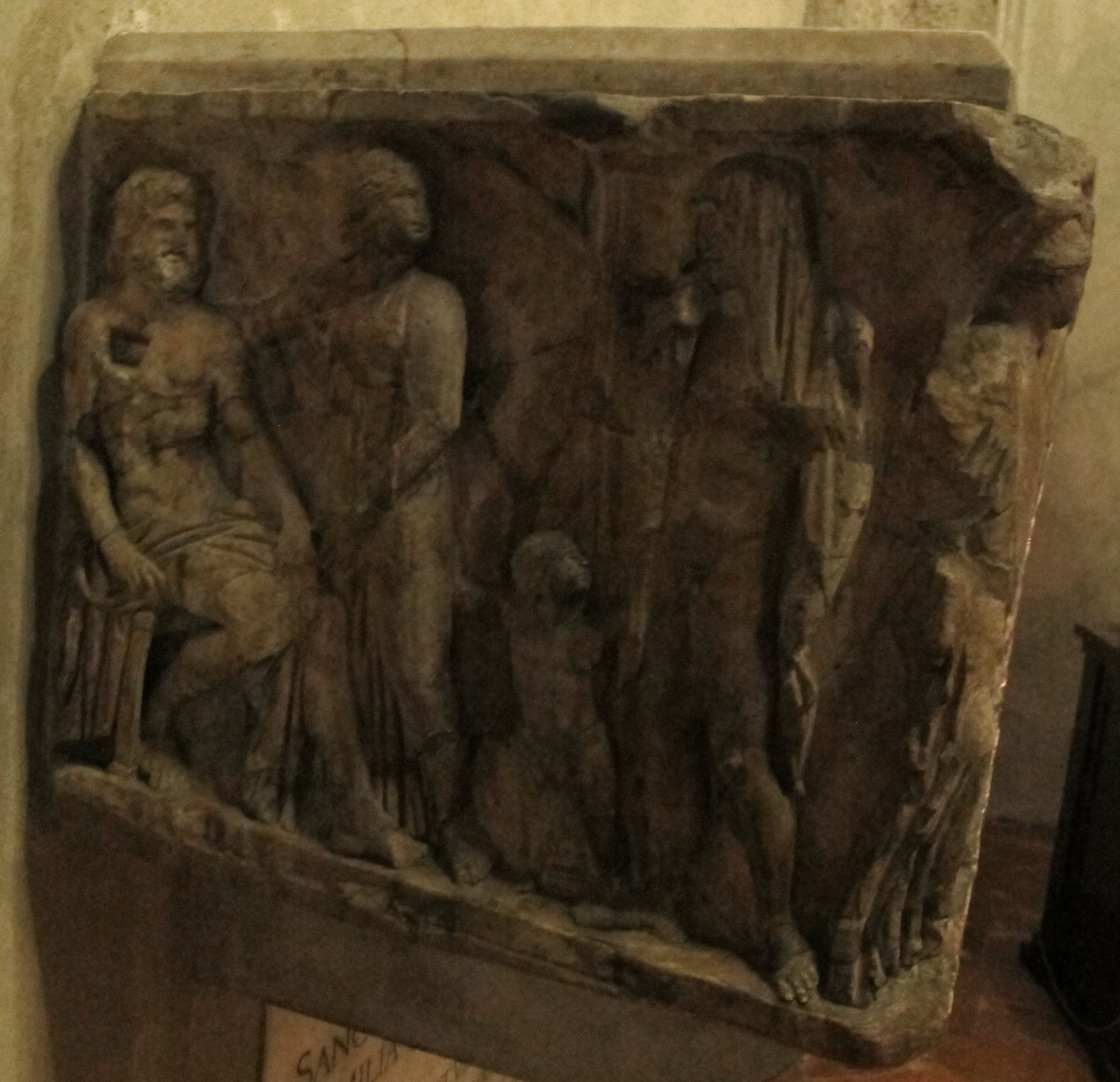
Protesilaos (rechts) pleit voor zijn terugkeer bij Hades. Detail van een Romeinse sarcofaag in de Santa Chiara te Napels (na het jaar 150).

Protesilaos (Oudgrieks: Πρωτεσίλαος) of Protesilaüs (Latijn: Protesilaus) was in de Griekse mythologie een strijder in de Trojaanse Oorlog. Hij is vooral bekend omdat hij als eerste Griek bij Troje stierf, en omdat hij vanwege het grote verdriet van zijn vrouw Laodameia tijdelijk uit de Onderwereld terug mocht keren.

## Naam
Volgens Hyginus zou Protesilaos aanvankelijk Iolaos (Latijn: Iolaus) hebben geheten, en pas na zijn dood de naam Protesilaos hebben gekregen. Voor de precieze betekenis van zijn naam worden verschillende betekenissen gegeven, hoewel over het eerste deel Prot-, afkomstig van πρῶτος (prootos, 'eerste'), overeenstemming is: "erster Volksentsender", "eerste van het leger" en "eerste van het volk" of "eerste springer".

## Mythologie
Volgens Homeros' Ilias was "de krijgshaftige Protesilaos" heerser over Phylake en nog een aantal andere plaatsen in Thessalië. Hij kwam met veertig schepen naar de Trojaanse Oorlog, maar werd meteen op het moment dat hij bij aankomst van zijn schip afsprong door een Trojaan gedood. Daarmee was hij de eerste van de Grieken die gedood werd bij Troje. Zijn broer Podarkes nam vervolgens de leiding over de soldaten van Phylake over. Volgens verschillende latere teksten was het de Trojaanse prins Hektor die Protesilaos doodde, en was het al door een orakel voorspeld dat de eerste Griek die de kust van Troje zou aanraken, zou sterven.

### Laodameia
Zijn vrouw, in rouw zich de wangen openrijtend, was achtergebleven in Phylake in haar halfvoltooid huis.— Homeros, Ilias 2.700-701 (in vertaling van M.A. Schwartz (1951))

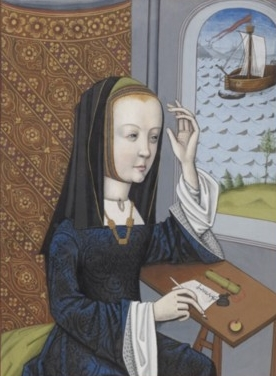
Laodameia. Miniatuur uit een Frans handschrift van Ovidius' Heldinnenbrieven

Protesilaos was getrouwd (in sommige versies had het huwelijk vlak voor zijn vertrek naar Troje plaatsgevonden) met Laodameia (Latijn: Laodamia), een dochter van Akastos. Een van de Heldinnenbrieven van Ovidius is een brief van Laodameia aan haar man, waarin zij hem schrijft na zijn vertrek naar Aulis, waarvandaan de Grieken naar Troje zouden gaan. Zij treurt om zijn vertrek, vreest voor zijn dood en in het bijzonder voor Hektor.
Toen Protesilaos dan daadwerkelijk bij Troje was gestorven, was zij zo bedroefd dat Hades, de god van de Onderwereld, hem toestond om onder begeleiding van Hermes voor een paar uur, één nacht of voor één dag terug te keren naar de aarde om met haar te spreken. Toen hij weer naar de Onderwereld ging, pleegde Laodameia zelfmoord. In de versie van Hyginus zou zij echter daarvoor nog een bronzen beeld met het uiterlijk van Protesilaos hebben laten maken, dat zij in haar slaapkamer beminde. Toen zij betrapt werd, liet haar vader Akastos een brandstapel maken om het beeld te verbranden, maar Laodamia wierp zichzelf ook op de brandstapel, en kwam zo aan haar einde.

## Verering
In de oudheid waren er verschillende heiligdommen aan Protesilaos gewijd. Zo noemt Pindaros een heiligdom van Protesilaos in Phylake. Verder maakt Herodotos er melding van dat in Elaious (op het schiereiland Gallipoli, in de buurt van Troje) zich het graf van Protesilaos en daaromheen een aan hem gewijd heiligdom bevond. De schatten ervan werden volgens Herodotos geroofd door Artayktes, een stadhouder van de Perzische koning Xerxes I.